# Tutubu
Tutubu este o așezare situată în partea central-vestică a Tanzaniei, în Regiunea Tabora.